# Leon Britton
Leon James Britton, född 16 september 1982, är en engelsk fotbollsspelare som spelat över 400 ligamatcher för Swansea City.
I februari 2013 förlängde Britton sitt kontrakt med Swansea City till slutet av juni 2016 för att sedan förlänga det ytterligare två år.
Den 21 december 2017 blev Leon tillfällig manager för Swansea City, efter att Paul Clement fått sparken.